# Quend
Quend je francouzská obec v departementu Somme v regionu Hauts-de-France. V roce 2010 zde žilo 1 381 obyvatel.